# Vinaròs (kommunhuvudort)
Vinaròs är en kommunhuvudort i Spanien.   Den ligger i provinsen Província de Castelló och regionen Valencia, i den östra delen av landet, 400 km öster om huvudstaden Madrid. Vinaròs ligger 12 meter över havet och antalet invånare är 28 273.
Terrängen runt Vinaròs är platt. Havet är nära Vinaròs åt sydost. Vinaròs är det största samhället i trakten. 